# Dead Things
Dead Things es el decimotercer episodio de la sexta temporada de la serie de televisión Buffy the Vampire Slayer.

## Argumento
En la cripta, Buffy (Sarah Michelle Gellar) y Spike (James Marsters) están en el suelo, tapados con una alfombra. El vampiro le muestra unas esposas y le pregunta si confía en él, pero ella le responde que jamás.
El trío ha encontrado un lugar donde esconderse y Jonathan (Danny Strong) termina un hechizo, haciendo aparecer una pequeña bola. Según Warren (Adam Busch), con ella serán capaces de doblegar la voluntad de cualquiera y convertir a las mujeres en sus esclavas sexuales.
En la hamburguesería, Tara (Amber Benson) y Buffy se encuentran. La Cazadora quiere hablarle sobre Spike. Le cuenta que el vampiro puede herirla y le pide información sobre el hechizo que la trajo de vuelta.
Esa noche, el trío sale de caza y va a un club. Warren entra y los otros dos observan con una cámara sus movimientos. Allí, se cncuentra con su exnovia, Katrina (Amelinda Smith). Ella dice que no quiere volver a verlo, y Warren saca el objeto plateado y entonces le dice que le quiere.
En la guarida, Katrina va vestida de esclava sexual y descorcha una botella de champán. Los tres brindan por el crimen. Warren le obliga a decirle que le quiere y que nunca debió haberle dejado, pero algo ha salido mal. Los efectos desaparecen y ella se enfada muchísimo. Les dice a los otros dos que solo son unos niños jugando a ser hombres y que eso no es una fantasía sino una violación. Intenta escapar pero Warren la golpea con una botella, matándola. Andrew (Tom Lenk) y Jonathan están en estado de shock, pero Warren mantiene la sangre fría y empieza a planear cómo salir de ésta. Buffy podría descubrirles, pues conocía a Katrina.
En el Bronze, Xander (Nicholas Brendon) y Anya (Emma Caulfield) están bailando, mientras Willow (Alyson Hannigan) y Buffy permanecen sentadas. Buffy les dice que va a la barra a por algo de beber pero se va al piso de arriba y los observa bailando y divirtiéndose. Acaba haciéndolo con Spike a unos metros de sus amigos. Por la noche, Buffy camina hacia la cripta de Spike. Se detiene ante su puerta. Spike parece sentirla y también se acerca hacia la puerta. Cada uno está en un lado de ésta, pero cuando Spike la abre ella ya no está allí. Buffy escucha un grito y corre en su ayuda. Una chica está siendo perseguida por unos seres con túnica, pero cuando se lanza a por ellos desaparecen. Es Katrina, que llora, pero Buffy no parece reconocerla.
Las escenas se repiten una y otra vez de forma confusa. Spike lucha junto a Buffy, pero ésta golpea a Katrina haciéndole caer por una pequeña ladera. La Cazadora piensa que la ha matado. Se marcha a la comisaría y Spike intenta detenerla, recordándole todas las vidas que ha salvado. Buffy descarga toda su rabia en él, golpeándole en la cara. Buffy va a comisaría y escucha el nombre de la que cree su víctima: Katrina Silver. La Cazadora empieza a comprenderlo todo y se marcha.
Buffy está sentada junto a Tara (Amber Benson). Lo han comprobado todo dos veces y no le pasa nada malo, pero al sacarle del lugar donde se encontraba se produjo un cambio molecular y puede que eso sea lo que confunde al chip de Spike. Buffy, al borde de las lágrimas, le pide que lo compruebe otra vez. Termina llorando desconsoladamente y se reprocha en voz alta que no puede ser ella, que cómo puede sentir esas cosas y permitir que Spike haga lo que hace. Tara le acaricia el pelo y la acuna mientras Buffy llora.

## Producción
Sarah Michelle Gellar, quien interpreta a Buffy, estaba descontenta en la manera en que se trató a su personaje en este episodio, diciendo a Entertainment Weekly, «Tuve problemas con el episodio en el que Buffy tuvo sexo con Spike en el balcón mientras que miraba a sus amigos. Pensé realmente que eso estaba fuera del personaje. Y no me gustó lo que representó. Ese fue el momento con el que más problemas tuve.» El escritor Steven S. DeKnight dijo, «entiendo totalmente por qué era incómodo para ella... Deseo poder decir que era mi idea pero es algo que Joss Whedon tenía en la cabeza desde hacía un año. Simplemente pasó lo que pasó en mi episodio.» A pesar de que Gellar no estuvo de acuerdo, el episodio es uno de los favoritos de Deknight porque «tenía humor al principio y luego ese gran giro donde los empollones matan accidentalmente a Katrina y entonces se vuelve oscuro, oscuro, oscuro, oscuro. Queríamos subrayar cómo estaba de infeliz Buffy con ella misma y realmente mostraba por qué estaba maltratando a Spike porque se odiaba a ella misma.

### Música
- Bush - «Out of This World»
- Extreme Music Library - «Finger snap»
- Red and the Red Hots - «Boo wah boo wah»
- Piotr Ilich Chaikovski - «Sleeping Beauty Op the Waltz»

## Continuidad
Aquí se presentan los hechos que o bien influyen en la sexta temporada exclusivamente, o bien que viniendo de episodios anteriores influyen en este. Y por último, acontecimientos que ocurren en este episodio que influyen en las demás temporadas o en alguna otra temporada.

### Para la sexta temporada
- Es la primera vez que El trío comete un asesinato.
- Cuando Buffy ve a Xander y Dawn bailando, pregunta si están cantando de nuevo. Referencia al episodio musical Otra vez, con más sentimiento.

### Para todas o las demás temporadas
- Es la segunda vez que Buffy cree haber matado a un humano, la primera vez fue en el episodio Ted.
- Es la segunda vez que la realidad en Sunnydale es alterada por Jonathan Levinson, la primera vez fue en el episodio Ha nacido una estrella que se centra totalmente en la alteración realizada por Jonathan y en el que la altera para que todo el mundo lo adore.